# Артур Бем-Теттельбах
Георг Артур Бем-Теттельбах (нім. Georg Arthur Boehm-Tettelbach; 21 травня 1875, Ерштайн — 15 серпня 1952, Любек) — німецький офіцер, оберстлейтенант люфтваффе.

## Біографія
В 1893 році вступив в Прусську армію. В 1912-13 роках вивчав філософію та історію мистецтва в Страсбурзькому університеті. Учасник Першої світової війни. 20 лютого 1919 року звільнений у відставку. Член численних націоналістичних і ветеранських організацій. В 1932-43 році читав лекції з військової історії і справи в Ростоцькому університеті, в 1932-33 роках — в Гамбурзькому університеті. 1 травня 1933 року вступив в НСДАП (квиток №2 805 133). В 1933-34 роках вступив в численні нацистські організації. Влітку 1939 року переданий в розпорядження люфтваффе, у вересні очолив 8-й відділ (військові науки) Генштабу люфтваффе. 30 вересня 1943 року звільнений у відставку. В серпні 1950 року передав міському архіву Любека свої спогади, в основному присвячені військовій справі, нацизму, політиці Веймарської республіки та історії Любека в 1923-50 роках.

## Нагороди
- Столітня медаль
- Залізний хрест 2-го і 1-го класу
- Нагрудний знак «За поранення» в чорному
- Хрест «За вислугу років» (Пруссія)
- Почесний хрест ветерана війни з мечами
- Хрест Воєнних заслуг 2-го класу з мечами (вересень 1942)
- Почесний професор Ростоцького університету (7 січня 1944)